# Francesco Tavano
Francesco "Ciccio" Tavano (Caserta, 2 de março de 1979) é um ex-futebolista italiano. Seu último clube goi o Carrarese.
Tavano é um bomber que foi adquirido pelo Valencia para a disputa da Liga Espanhola, mas foi emprestado para a Roma para o fim da temporada 2006-07. Ele foi o maior artilheiro do Empoli, seu clube formador, e considerado a grande estrela do pequeno clube toscano, pelo qual assinou em 2001, se torando um dos mais talentosos jovens italianos de sua geração. No verão de 2006, assinou com Valencia, após especulações acerca de uma possível transferência para Milan, Real Madrid ou Juventus.
Ele é um jogador temperamental e ao se mudar para Valencia se sentiu mal após entrevistas de Quique Flores, nas quais o treinador espanhol declarou que a sua contratação havia sido feita para que ele tivesse mais opções no banco. Como muitos jogadores italianos, ele tentou fazer seu nome no futebol espanhol, mas não teve oportunidades de adaptação. Ele então voltou à Itália para a Roma, devido à falta deatacantes do time. Após seis meses no time da capital, fechou com o Livorno.
Voltou ao Empoli no inicio da temporada 2011/2012 sendo o principal goleador do time durante três temporadas na Serie B italiana. No final da temporada 2013/2014 conseguiu o acesso a elite italiana sendo o artilheiro do time na competição com 22 gols em 41 jogos.